# 弗蘭克·勞埃德·賴特
弗兰克·劳埃德·赖特 （英語：Frank Lloyd Wright，1867年6月8日—1959年4月9日），美國建築師、室內設計師、作家、教育家。他設計的建築物超過一千棟，其中有532棟已完成。赖特認為建築結構需要和人性以及其環境協調，這種建築哲學稱為「有機建築」。有機建築最佳的實例便是萊特所設計的落水山莊（1935年），曾被稱許為「美國史上最偉大的建築物」。赖特的創意時期超過70年。
賴特開創了稱為田园学派的建築運動，也發展了广亩城市中乌索尼亚住家的概念，這是他在美國都巿規劃中的獨特見解。賴特除了住家外，也設計了許多獨特且創新的辦公室、教堂、學校、摩天大樓、旅館、博物館等建築。他也常常會設計建築物內部，包括家具以及花窗玻璃。萊特一生著作二十本書與許多文章，並且是一位受歡迎的講者。
生前就已經廣為人知的萊特，在1991年被美國建築師學會稱之為「最偉大的美國建築師」。。
賴特多彩多姿的生活常讓他名列報紙頭條，例如因為愛上客戶的妻子马哈·博斯维克而和第一任妻子凱薩琳·李·托賓離婚（但博斯维克在這次離婚前的1914年在塔里耶森遭謀殺），和第二任妻子米尔玛·诺埃尔（Miriam Noel）的的激烈婚姻和離婚，以及他和1928年結婚的第三任妻子奥尔吉维纳·劳埃德·赖特之間的關係。
2019年，法蘭克·洛伊·萊特設計的8座建築同時選為世界遺產。

## 生平

### 早年
1867年6月8日，法蘭克·洛伊·萊特出生在美国威斯康辛州的乡村小镇里奇蘭中心，那时美国内战刚刚结束两年，最初是被命名為法蘭克·林肯·萊特。他的父親威廉·凱里·萊特（1825-1904年）是一個當地的演說者、音樂教師、臨時律師。威廉·萊特認識了安娜·洛伊·瓊斯（1838/1839-1923年），安娜·瓊斯是一名當地教師，曾經在里奇蘭郡擔任職務，兩人後來結為夫妻。
來自麻薩諸塞州的威廉原本曾是一名浸信會牧師，但加入了妻子的家庭後成為了一位論派的信徒。安娜的家族是當地有名、一位論派的望族，家族自威爾斯遷徙到威斯康辛。安娜的其中一位兄弟詹金·洛伊·瓊斯是在美國西部傳佈一位論派的知名人物。萊特的兩位雙親都是意志堅強、並有著高雅的興趣，這些也傳承給了萊特。萊特的傳記提到他母親期望他的第一個孩子，長大後能夠蓋出美麗的建築。她用雜誌上撕下的英國教堂雕刻來裝飾萊特的育兒室，期望激勵其志向。
1870年，由於威廉的工作，他們家遷到了韋茅斯。1876年，安娜參觀了費城的世界博覽會。她看到了福祿貝爾所發明的教育用積木展出。這些被稱做「恩物」的積木在福祿貝爾創新的幼稚園課程裡扮演重要角色。安娜身為一名教師對此感到興趣，並購買了一組恩物。年幼的萊特将大量时间用来玩這些積木。他的自傳提到這些過程對未來他的設計有重大影響。許多萊特的建築設計都以清晰的幾何形狀聞名。
在韋茅斯，萊特一家的經濟狀況並不好。因此他們回到了威斯康辛 ，在那他們可以得到來自洛伊·瓊斯家族的幫助，並且能夠協助威廉就業。最後，他們安頓在麥迪遜，威廉在此地擔任音樂教師，同時他也從事本地新成立的一位論派社群裡的秘書工作。雖然威廉不是一個親近的父親，但他會與孩子們分享他對音樂熱愛，尤其是巴哈的作品。在萊特滿十四歲後不久父母便分開了，安娜對於威廉支撐家庭上的無能感到不滿，並要求他離去。最終兩人在1885年離婚。威廉也離開了威斯康辛。萊特表示自從兩人離婚後，他就不曾再見過他的父親。自此他的中間名由林肯改成了洛伊，以榮耀母親家族，成了家中唯一的男性，萊特認為他必須為母親和兩位妹妹承擔起經濟負擔。

### 教育與席爾斯比事務所
萊特進入一間麥迪遜的中學，然而沒有證據指示他有從中畢業。1886年，他被威斯康辛大學麥迪遜分校錄取。在學校裡，他加入了「Phi Delta Theta」兄弟會。半工半讀的兩個學期裡，他為土木工程系的教授艾倫·D·康諾弗工作。
1887年，萊特沒有取得學位就離開了學校（雖然他在1955年被授予了榮譽博士學位）。1887年，萊特來到芝加哥找工作。由於1871年的芝加哥大火和最近的人口快速成長，這個城市有許多新的發展。
萊特之後回想起他對芝加哥的第一印象是骯髒的市區、擁擠的街道以及令人失望的建築，但他打算在此謀職。經歷了許多大公司的面試，萊特最後受雇於約瑟夫·萊曼·席爾斯比建築師事務所，成為一名繪圖員。
在被席爾斯比聘用以前，他在1886年就曾與席爾斯比合作，在為萊特在威斯康辛春綠村的家族打造的聯合禮拜堂設計案中擔任監工，甚至參與部份的設計工作。
在事務所的這段期間裡，他也參與了另外兩起有關其家族的案子，包括為其舅舅詹金建造的教堂以及為兩位阿姨所建的學校。
他在當時為席爾斯比工作的繪圖員包括未來的建築師塞西爾·科溫、喬治·W·馬厄和喬治·格蘭特·艾姆斯利。萊特很快得與科溫成為朋友。在他打造他的永久居所前，兩人一直住在一起。
在自傳裡，萊特記述了他曾在芝加哥的另一家事務所工作了一小段時間。由於認為受到虧待（最初週薪八美金），這位年輕的繪圖員辭去了工作，來到一家公司擔任設計師。然而，萊特很快地發覺他仍未準備好獨自著手設計工作，因此他離開了這分工作，回到了席爾斯比事務所（此時薪水得到了調升）。
雖然席爾斯比主要採取維多利亞式和羅馬文藝復興式的建築風格，萊特發現他的作品比起當時許多「野蠻」的作品更加「優雅如畫」。在席爾斯比工作還未滿一年，萊特得知艾德勒及沙利文事務所正在找人完成芝加哥大會堂的內部繪圖。萊特對此展現了自己的能力，在經過簡短的面試後，他便加入了該事務所。

### 艾德勒及沙利文事務所
萊特與事務所其它繪圖員相處得並不融洽。在事務所工作的第一年裡，他與同事有許多爭吵。儘管如此，沙利文對於萊特相當信賴，交付他許多工作。
萊特也對這位上司相當敬佩。表達對沙利文的尊敬，萊特用德語總稱呼他為「崇敬的宗師」（Lieber Meister）。

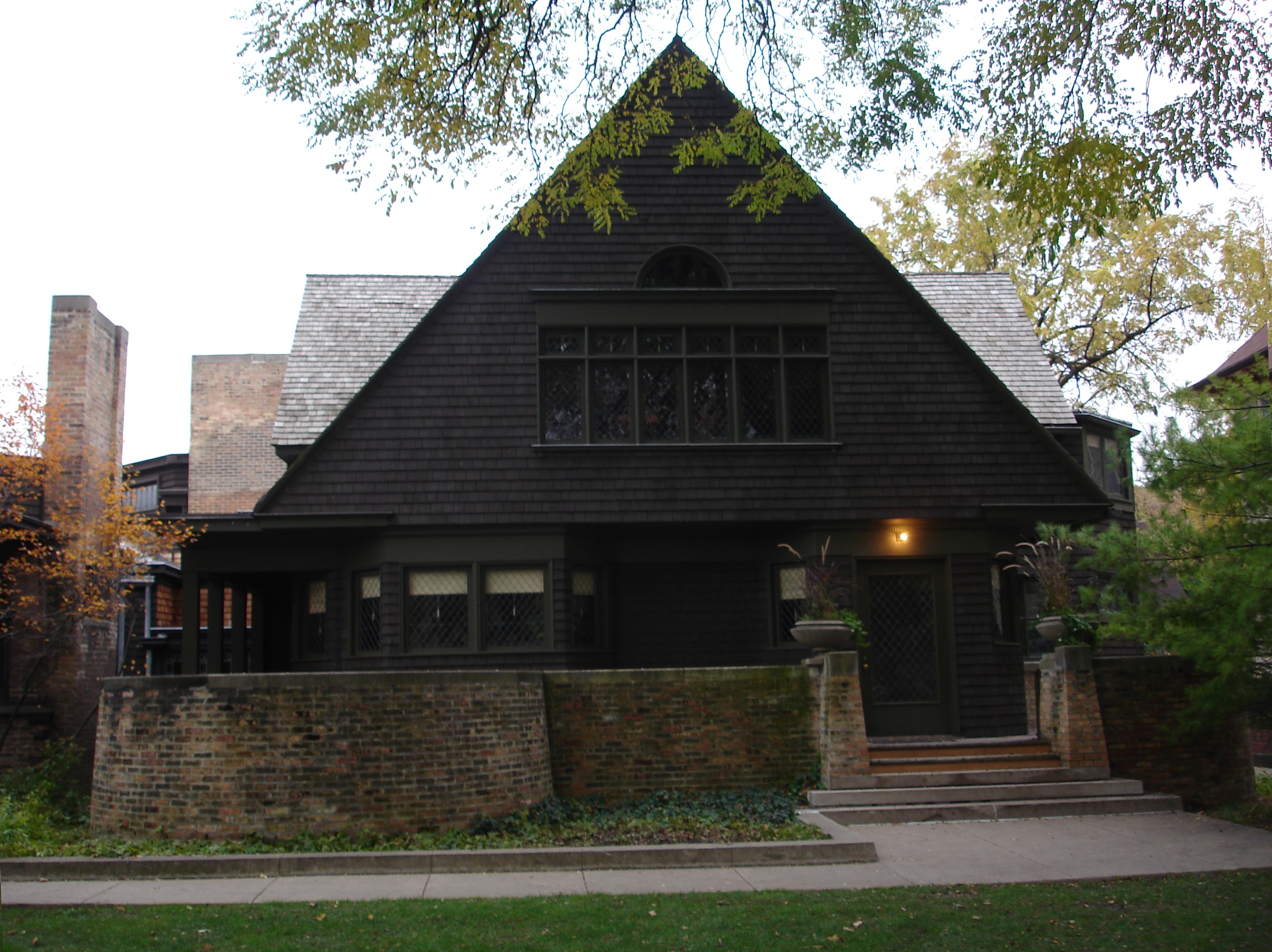
位於橡樹園的萊特之家

在教會的活動中萊特認識了他的第一任妻子凱薩琳·李·托賓（1871年－1959年）。相識約莫過了一年，兩人就在1889年6月1日結為了夫妻。
對此沙利文給了萊特一份五年的合約，以表達金錢上的支持。萊特另外還做了一個要求：「沙利文先生，如果你要我為你工作五年，你能夠借我一筆錢讓我建一座小屋嗎？」有了來自沙利文的 5000 美元資金，萊特挑了橡樹園鎮上的一角面對芝加哥大道的地點建造新居，他的作品直到1910年以后才被欧洲建筑师所了解。

### 恋爱状况
1904年，他为橡树公园的一位邻居埃德温·切尼（Edwin Cheney）设计了一座住宅，却意外地爱上了切尼的妻子马哈·博斯维克·切尼（Mamah Borthwick Cheney）。两人陷入热恋，尽管他已经结婚超过10年了。经常可以见到两人坐在赖特的汽车里穿过橡树园，成为镇上的话题。

### 遗产
1959年4月9日，他在亚利桑那州的凤凰城去世。

## 代表作品

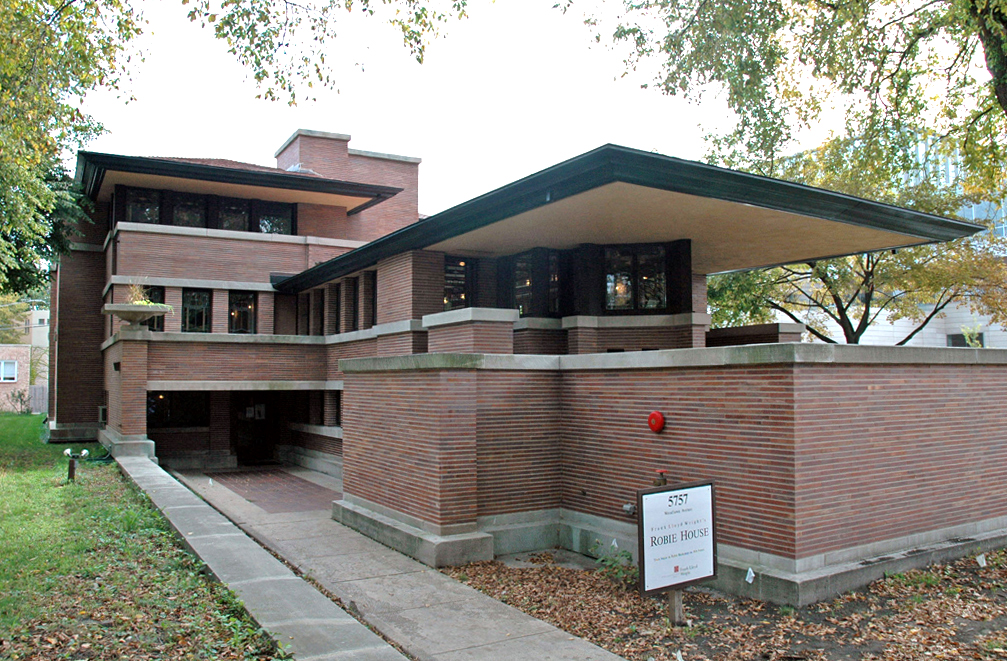
位於芝加哥大學校園內的羅比之家

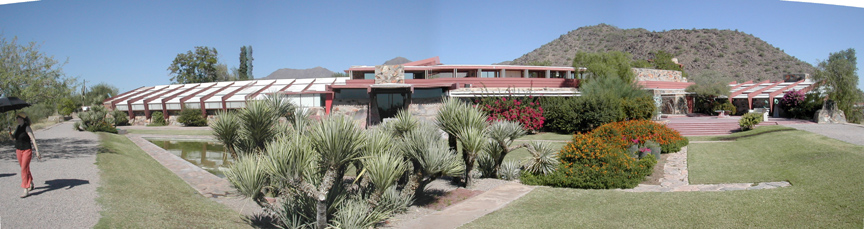
西塔里耶森，由「船頭」望向「船身」的全景

- 羅比之家
- 東京帝國飯店
- 落水山莊
- 塔里耶森
- 西塔里耶森
- 紐約古根海姆美术馆
- 普萊斯大樓
- 詹森公司總部
- 蜀葵之家

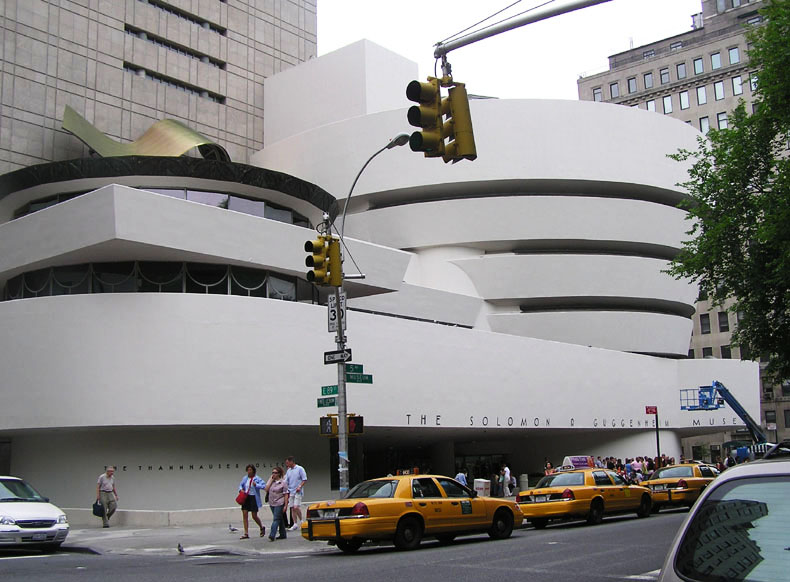
古根汉美术馆
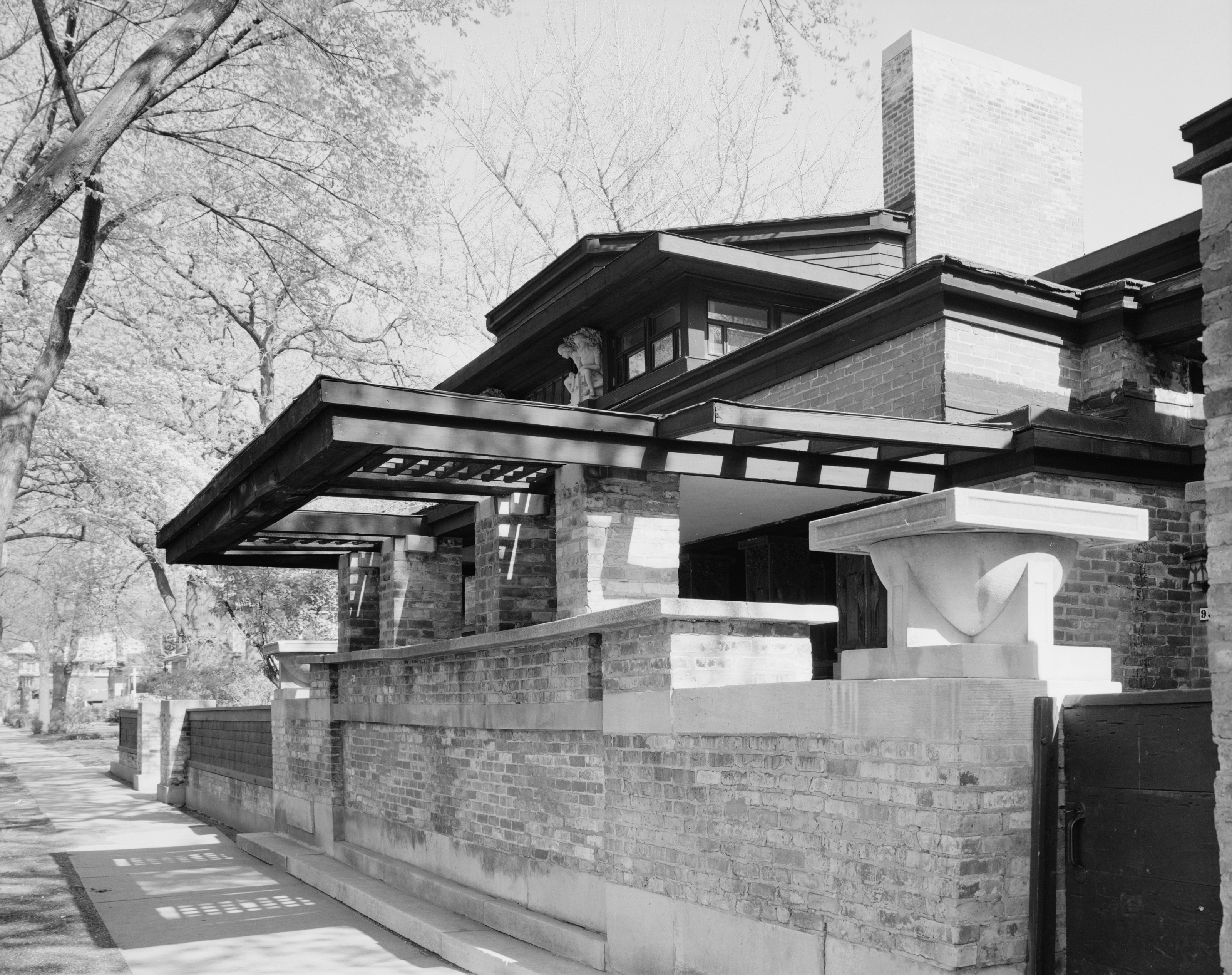
赖特在橡树公园的家
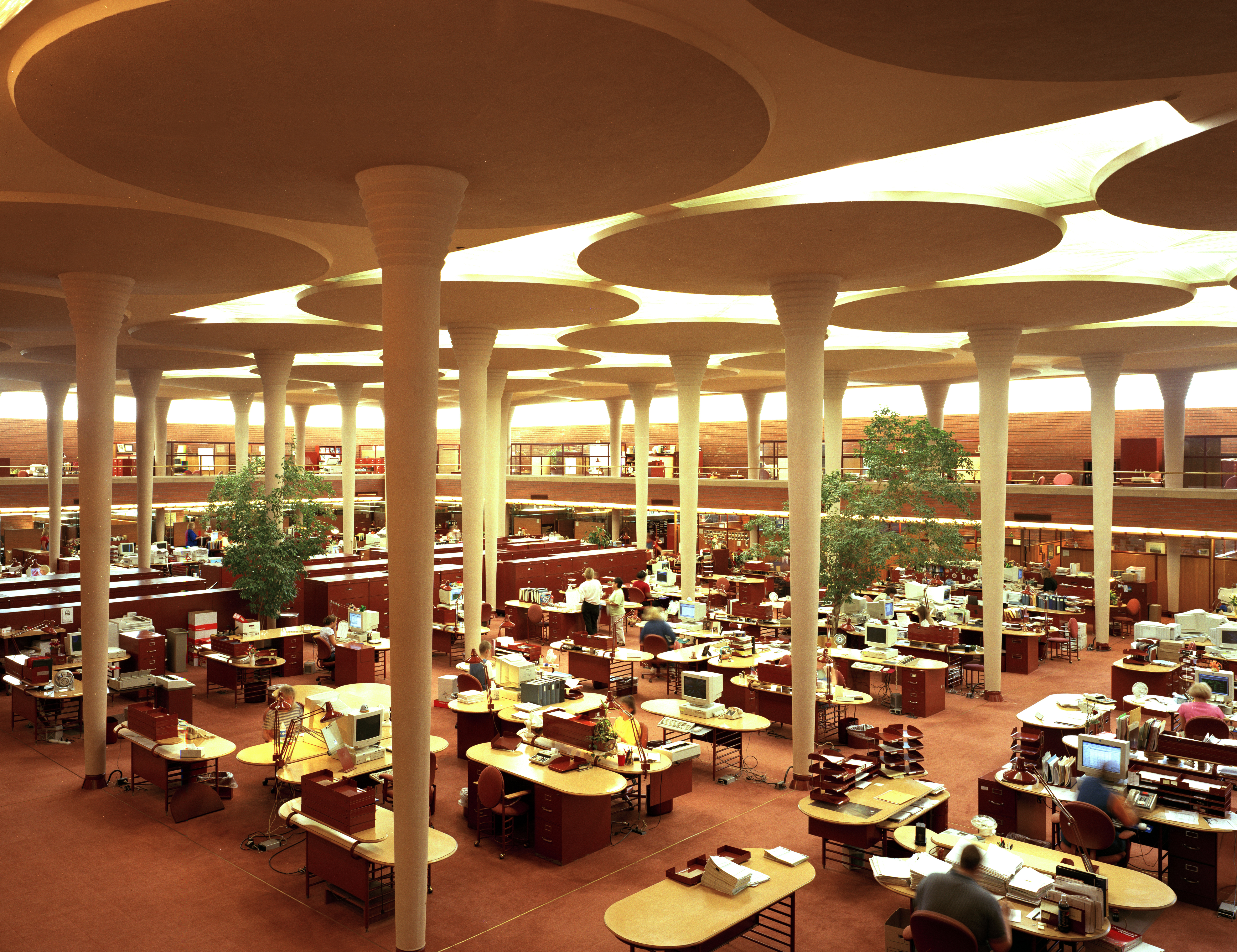
美國莊臣總部
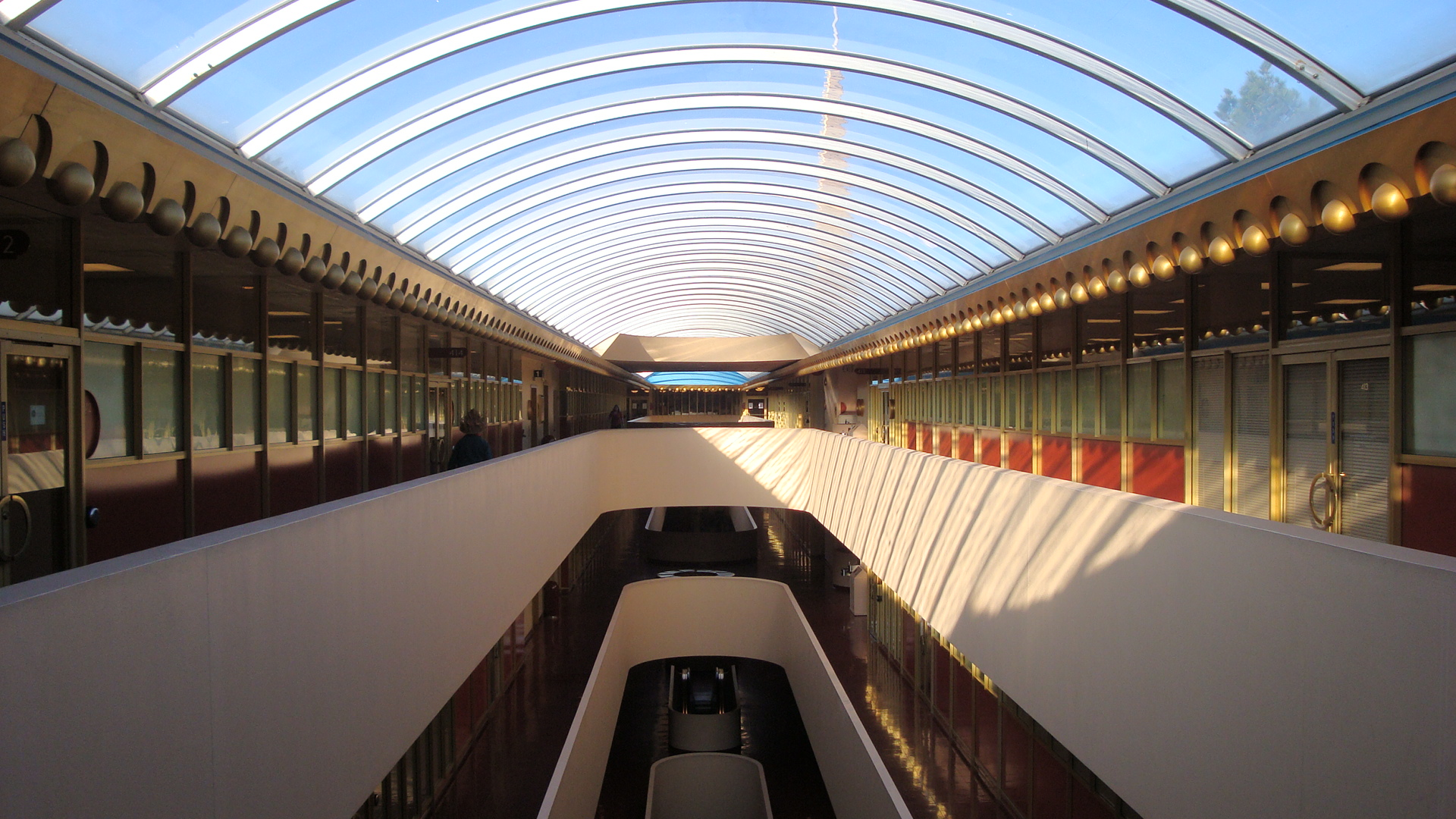
馬林郡市政中心

## 外部連結
- Frank Lloyd Wright Foundation
- Frank Lloyd Wright Preservation Trust （页面存档备份，存于）
- Frank Lloyd Wright （页面存档备份，存于） a PBS documentary by Ken Burns
- Photo visits and a visit to a major work inspired by Frank Lloyd Wright
- Complete list of Wright buildings （页面存档备份，存于）
- Some famous Frank lloyd Wright quotes.